# Liste der denkmalgeschützten Objekte in Weiten (Niederösterreich)
Die Liste der denkmalgeschützten Objekte in Weiten enthält die 10 denkmalgeschützten, unbeweglichen Objekte der niederösterreichischen Marktgemeinde Weiten.

## Denkmäler
| Foto |                 | Denkmal                                                                                | Standort                                    | Beschreibung | Metadaten |
| ---- | --------------- | -------------------------------------------------------------------------------------- | ------------------------------------------- | --- | --- |
| ja   | Datei hochladen | Ortskapelle hll. Petrus und Paulus HERIS-ID: 49651 Objekt-ID: 53600                    | neben Eitental 32 Standort KG: Eitenthal    | Die im Kern romanische Ortskapelle hll. Petrus und Paulus, ein einfacher Bau des 12./13. Jahrhunderts, wurde um 1629 barockisiert. Das Langhaus, dessen westlicher Teil 1827 abgebrochen wurde, ist durch ein Satteldach gedeckt und wird im Westen von einem Dachreiter bekrönt. Im Norden und Süden ist es durch Strebepfeiler sowie je ein Rundbogenfenster und ein hochsitzendes Kreisfenster gegliedert. Im Süden führt ein Stiegenaufgang zum korbbogigen Portal. Die halbkreisförmige eingezogene Apsis im Osten hat Korbbogenfenster und ein Halbkegeldach. | BDA-Hist.: Q38035299 Status: § 2a Stand der BDA-Liste: 2025-06-30 Name: Ortskapelle hll. Petrus und Paulus GstNr.: .13                                                                 |
| ja   | Datei hochladen | Bildstock HERIS-ID: 70010 Objekt-ID: 83112                                             | B216 Standort KG: Eitenthal                 | Nördlich des Ortes steht, örtlich als Pessenböck-Kreuz bezeichnet, ein barocker Granitpfeiler mit abgefasten Kanten, vierseitigem Postament und ausladender Deckplatte. Darauf ruht ein Tabernakel mit seichten Rundbogennischen, stark profiliertem Abschlussgesims und bekrönendem Steinkreuz. Ein Wappenschild und die Bezeichnung „Matthias Pessenböckh 1717“ sind als Gravuren ausgeführt. | BDA-Hist.: Q38123789 Status: § 2a Stand der BDA-Liste: 2025-06-30 Name: Bildstock GstNr.: 17                                                                                           |
| ja   | Datei hochladen | Burgruine und Vorburg Mollenburg HERIS-ID: 34637 Objekt-ID: 32973                      | Mollenburg 2 Standort KG: Mollendorf        | Die teilweise restaurierte bzw. rekonstruierte Burgruine Mollenburg umfasst ein Areal von etwa 120 × 60 m auf einem etwa 40 m hohen Höhenrücken, der nach drei Seiten steil abfällt. Ihre erste urkundliche Erwähnung verweist auf das Jahr 1303. Ein romanischer Vorgängerbau des 13. Jahrhunderts (?) wurde möglicherweise 1296 im Kuenringeraufstand zerstört. Im ersten Viertel des 14. Jahrhunderts erfolgte der Wiederaufbau durch die Streitwieser. Mitte des 16. Jahrhunderts wurde sie zu einem wehrhaften Renaissanceschloss um- und ausgebaut. 1860 wurde sie aus steuerlichen Gründen zu einer Ruine gemacht. 1972 erwarb Jörg Mauthe die Burg und rekonstruierte bzw. renovierte sie zum Teil. Sie ist bis in die Gegenwart im Privatbesitz der Familie Mauthe. | BDA-Hist.: Q1015423 Status: Bescheid Stand der BDA-Liste: 2025-06-30 Name: Burgruine und Vorburg Mollenburg GstNr.: .19/1, 873 Burgruine Mollenburg                                    |
| ja   | Datei hochladen | Ortskapelle hl. Katharina HERIS-ID: 50573 Objekt-ID: 55673                             | bei Seiterndorf 13 Standort KG: Seiterndorf | Die Ortskapelle hl. Katharina ist ein schlichter, im Kern gotischer Bau, urkundlich erwähnt 1359, mit Satteldach und einem im 20. Jahrhundert erneuerten Dachreiter. Der eingezogene Chor wird von gestuften Strebepfeilern gestützt. Die Kapelle ist durch ein Spitzbogenportal im Westen zugänglich. Das südliche Portal ist vermauert. Die Fenster sind spitzbogig. Im Osten steht ein barocker Sakristeianbau mit Satteldach, der mit dem Haus Nr. 14 verbunden ist. | BDA-Hist.: Q38040916 Status: § 2a Stand der BDA-Liste: 2025-06-30 Name: Ortskapelle hl. Katharina GstNr.: .15/2                                                                        |
| ja   | Datei hochladen | Burgruine Streitwiesen HERIS-ID: 35156 Objekt-ID: 33785                                | Streitwiesen 1 Standort KG: Streitwiesen    | Die auf einem niedrigen Hügel an der linken Tallehne des Weitentales gelegene Burg Streitwiesen wurde urkundlich 1144 erstmals erwähnt. Bis Ende des 14. Jahrhunderts war sie im Besitz der Streitwieser und wechselte danach häufig die Besitzer. Unter Jakob Rot von Reinprechtspölla wurde sie in der zweiten Hälfte des 16. Jahrhunderts zu einer Renaissanceanlage umgebaut. 1697 wurde sie mit der Herrschaft Pölla vereinigt, ging 1797 an die Habsburger und wurde um 1860 demoliert. 1972 wurde sie von einem Führerkreis der Jugendbewegung gekauft und zur österreichischen Jugendburg ausgebaut. | BDA-Hist.: Q1711277 Status: Bescheid Stand der BDA-Liste: 2025-06-30 Name: Burgruine Streitwiesen GstNr.: .15 Burg Streitwiesen                                                        |
| ja   | Datei hochladen | Café Geierhorst, ehem. Mollenburg’sche Schlosstaverne HERIS-ID: 35275 Objekt-ID: 33948 | Hauptstraße 28 Standort KG: Weiten          | Das an der Einmündung der Straße von Seitendorf in die Weitentalstraße gelegene Café Geierhorst, die ehemalige Mollenburg’sche Schlosstaverne, ist ein unregelmäßiger, zwei- bis dreigeschoßiger Bau mit Geschoßbänderung und Ortsteinfassung aus dem letzten Viertel des 16. Jahrhunderts. Der Hauptbau hat übereck gestellte Türmchen und ist durch einen schmalen Bau mit einem turmartigen Bauteil im Süden verbunden. Im Erdgeschoß der Ecktürmchen gibt es Sitznischen mit stuckierten Netzrippengewölben. | BDA-Hist.: Q15120638 Status: Bescheid Stand der BDA-Liste: 2025-06-30 Name: Gasthaus Zum Geierhorst, ehem. Mollenburg´sche Schlosstaverne GstNr.: 243/2 Mollenburg´sche Schlosstaverne |
| ja   | Datei hochladen | Pfarrhof HERIS-ID: 50811 Objekt-ID: 56189                                              | Kirchengasse 1 Standort KG: Weiten          | Das nördlich der Kirche gelegene Pfarrhof ist eine zweigeschoßige, hakenförmige, mit einem Walmdach und Fenstern in profilierten Putzrahmungen ausgestattete, im Kern spätgotische Anlage, die sich im Bauverband mit der Umfriedungsmauer befindet. Er hat ein polychromiertes Pietà-Holzrelief in Verwahrung. Zur weiteren Ausstattung zählt ein Bild von Christus am Kreuz mit Maria und Johannes aus dem späten 18. Jahrhundert sowie eine Statue des hl. Franz von Assisi aus der Zeit um 1640. | BDA-Hist.: Q38042303 Status: § 2a Stand der BDA-Liste: 2025-06-30 Name: Pfarrhof GstNr.: .50                                                                                           |
| ja   | Datei hochladen | Kath. Pfarrkirche hl. Stephanus und Friedhof HERIS-ID: 50812 Objekt-ID: 56190          | bei Kirchenplatz 1 Standort KG: Weiten      | Die leicht erhöht im Südwesten des Marktes gelegene Pfarrkirche hl. Stephanus ist eine gotische Staffelhalle mit älterem gotischen Chor und einem kleinen, freistehenden Westturm. Sie ist von einem Friedhof und einer Mauer im Süden und Westen umgeben. Im Norden liegt der Pfarrhof, im Osten eine Aufbahrungshalle von 1985 und im Südosten das Gemeindeamt von 1971. Die Pfarre ist eine passauische Gründung aus dem Jahre 1050 und wurde 1120 zum ersten Mal urkundlich erwähnt. | BDA-Hist.: Q38042314 Status: § 2a Stand der BDA-Liste: 2025-06-30 Name: Kath. Pfarrkirche hl. Stephanus und Friedhof GstNr.: .49, .48, .81, 177, 239 Pfarrkirche Weiten                |
| ja   | Datei hochladen | Schwibbögen HERIS-ID: 70004 Objekt-ID: 83106                                           | bei Nastinggasse 2 Standort KG: Weiten      | Zwei Schwibbögen über der Nastinggasse verbinden den südlichen Abschnitt der Friedhofsmauer mit dem gegenüber liegenden Wohnhaus. | BDA-Hist.: Q38123752 Status: § 2a Stand der BDA-Liste: 2025-06-30 Name: Schwibbögen GstNr.: 177, 565/3                                                                                 |
| ja   | Datei hochladen | Pranger HERIS-ID: 35276 Objekt-ID: 33949                                               | Standort KG: Weiten                         | Die Prangersäule am Marktplatz ist ein achtseitiger Pfeiler mit profilierter Deckplatte, Steinkugel und einer Rolandstatue aus dem frühen 17. Jahrhundert. | BDA-Hist.: Q37962909 Status: § 2a Stand der BDA-Liste: 2025-06-30 Name: Pranger GstNr.: 580 Pranger in Weiten, Lower Austria                                                           |